# Like Me (Lil Durk)
Like Me è un singolo del rapper statunitense Lil Durk, pubblicato nel 2015 ed estratto dal suo primo album in studio Remember My Name. Il brano vede la collaborazione del cantante statunitense Jeremih.

## Tracce
- Download digitale (Explicit version)

1. Like Me (featuring Jeremih) – 3:58

- Download digitale (Clean version)

1. Like Me (featuring Jeremih) – 3:58

## Videoclip
Il videoclip della canzone è stato diretto da Eif Rivera e pubblicato il 20 aprile 2015.

## Remix
Il remix ufficiale del brano è stato pubblicato il 5 settembre 2015 e vede la collaborazione dei rapper Lil Wayne e Fetty Wap.